# Dicranophragma (Dicranophragma) interruptum
Dicranophragma (Dicranophragma) interruptum is een tweevleugelige uit de familie steltmuggen (Limoniidae). De soort komt voor in het Oriëntaals gebied.